# Хаплогрупа E-M96
Хаплогрупа E или Y-ДНК хаплогрупа E је једна од хаплогрупа у људској генетици.

## Заступљеност
Ова хаплогрупа је углавном заступљена у Африци. Особе које поседују ову хаплогрупу чине доминантан део становништва у већини држава Африке (са изузетком Јужног Судана и Судана), као и у неколико држава на Америчком континенту. Поред тога, ова хаплогрупа је, мањим делом, заступљена и на Блиском истоку, као и у југоисточној Европи.
У Србији је са 14% ово трећа по заступљености хаплогрупа, после хаплогрупе I (44,4%) и хаплогрупе R (25%). На Косову је ова хаплогрупа заступљена са 25%, у Албанији са 25%, у Грчкој са 22%, у Северној Македонији са 22%, а у Црној Гори са 21%.
Хаплогрупа E се дели на неколико погрупа, од којих су најзначајније: E1b1a1 (заступљена претежно у западној и јужној Африци и Америци), E1b1b1a1 (заступљена претежно у североисточној Африци и на Балкану) и E1b1b1b1 (заступљена претежно у северној Африци).

## Порекло
Претпоставља се да је ова хаплогрупа настала у у источној Африци пре неких 50.000 година, али са својим подгрупама које су рано ушле у Европу уско је повезана и са генетском историјом Европе. Из источне Африке се ширила у подсахарску Африку, северну Африку, Европу и Блиски исток. Хаплогрупа E је проистекла из хаплогрупе DE из које је такође проистекла хаплогрупа D која је настала у Азији.
Сматра се да су носиоци ове хаплогрупе мигрирали у Европу из северне Африке у раном неолиту, пре 10.000 година. 2011. анализом костију са једног неолитског налазишта у Шпанији старог 7.000 година нађени су припадници ове хаплогрупе са великим подударањем у данашњем становништву Србије, Албаније, Бугарске, Грчке и Црне Горе. То доказује да су припадници хаплогрупе Е били део ране европске неолитске земљорадничке културе.